# Sandra Schmitt
Pour les articles homonymes, voir Schmitt.
Sandra Schmitt, née le 26 avril 1981 à Mörfelden-Walldorf en Allemagne de l'Ouest et morte le 11 novembre 2000 à Kaprun en Autriche, est une skieuse acrobatique allemande spécialiste du ski de bosses.

## Biographie
Née le 26 avril 1981 à Mörfelden-Walldorf, au sud-ouest de Francfort-sur-le-Main, Sandra Schmitt est une sportive née, passionnée de saut, de ski et de ski nautique,. À treize ans elle est repérée par hasard par un entraineur de l'équipe allemande de ski acrobatique alors qu'elle ski dans la la vallée de Stubai. Elle fait sa première apparition en coupe d'Europe de ski acrobatique (l'équivalent d'une seconde division par rapport à la coupe du monde) à l'âge de quinze ans et demi en République tchèque. Elle est alignée au départ des épreuves de ski de bosses en parallèle et de ski de bosses des 17 et 18 janvier 1997 à Špindlerův Mlýn, et se distingue immédiatement : elle remporte la première course et se classe deuxième de la seconde. Finalement elle disputent huit épreuves européennes lors de cette première saison et se classe toujours parmi les six meilleurs, quatre fois sur le podium. Ces bons résultats lui permettent de terminer à la seconde place du classement européen du ski de bosses 1996-1997 et cinquième de celui du ski de bosses en parallèle et lui permettent de participer au championnat du monde junior de Laajavuori en fin de saison où elle se classe cinquième de l’épreuve de ski de bosses. Il lui ouvrent surtout les portent du groupe A de l'équipe d'Allemagne de ski acrobatique, et à seize ans elle débute sur le circuit mondial. Elle dispute sept courses lors de cette coupe du monde 1997-1998. Cinq fois elle intègre le top dix et lors de la dernière de la saison elle décroche son premier podium : une troisième place lors de l'épreuve de bosses en parallèle de Hundfjället. Elle termine cette première saison avec les quinzième et dix-huitième places des classements de mondiaux de ces deux spécialités (quinzième en bosses, dix-huitième en parallèle). Mais 1998 est aussi une année olympique et malgré son jeune âge et sa faible expérience du haut niveau (seulement quatre départ en coupe du monde au moment de sa sélection, cinq au moment d'aborder l'épreuve de Nagano) Sandra Schmitt est qualifiée pour participer à l'épreuve de ski de bosses des jeux olympiques de Nagano (il n'y a pas d'épreuve de bosses en parallèle). Elle prend la neuvième place du concours olympique.
La saison de coupe du monde 1998-1999 est compliquée pour le ski acrobatique avec l'annulation de la quasi-totalité des épreuves européennes, et pour garder le rythme de la compétition Schmitt participe à quelques courses de niveau inférieur, avec succès (avec notamment deux podiums en Suisse en décembre). Puis le 16 janvier 1999 elle remporte sa première épreuve de coupe du monde à Steamboat Springs, en parallèle. Elle grimpe sur un deuxième podium dans le même discipline à Madarao au Japon (troisième le 21 février 1999) et termine cette coupe du monde abrégée avec à la douzième place du classement mondial en ski de bosses et la cinquième place de celui de bosse en parallèle. Elle part ensuite à Jyväskylä pour ses deuxièmes championnats du monde junior. Et cette fois elle remporte le titre en ski de bosses. Elle enchaîne avec les mondiaux senior à Meiringen-Hasliberg. Elle obtient d'abord une cinquième place en bosse, puis le 15 mars 1999 elle remporte l'épreuve de ski de bosses en parallèle et est sacrée championne du monde un mois avant ses dix-huit ans,.
Elle démarre la saison 1999-2000 avec ce nouveau statut de championne du monde, qu'elle assume sans problème. En dix épreuves, elle monte sur sept podiums, dont quatre fois sur la plus haute marche : trois fois en bosses (Deer Valley le 8 janvier, Madarao le 30 janvier et Livigno le 15 mars) et une fois en parallèle (Madarao le 29 janvier). Grâce à ses bonnes performances elle se classes troisième des deux classements de bosses et de parallèle., à quatre petits points (464 contre 468) des deux championnes ex-æquo Ann Battelle et Marja Elfman (pl). Elle obtient également son meilleur classement général : cinquième.
Le 11 novembre 2000, à l'aube d'une saison où elle fait figure de favorite pour la coupe du monde et les championnats du monde, elle s’entraîne avec l'équipe d'Allemagne de ski acrobatique sur le glacier du Kitzsteinhorn en Autriche et emprunte le funiculaire de Kaprun quand celui-ci prend feu dans son tunnel (le matin à 9 h 10). Sur les cent soixante-deux passagers, seuls douze ont survécu. Sandra Schmitt, ainsi que cinq jeunes skieurs du groupe allemand et trois de leurs entraîneurs, fait partie des cent-cinquante passagers morts par asphyxie dans le tunnel (l'Accident du funiculaire fait cent-cinquante cinq victimes en tout) ; elle avait dix-neuf ans,,,,.

## Palmarès

### Coupe du monde
- Meilleur classement général : 5e en 2000[7].
- Meilleur classement en ski de bosses : 3e en 2000[7].
- Meilleur classement en ski de bosses en parallèle : 3e en 2000[7].
- 10 podiums dont 5 victoires[15].

#### Différents classements en coupe du monde
| Année/Classement | Général | Général | Bosses | Bosses | Bosses parallèle | Bosses parallèle |
| ---------------- | ------- | ------- | ------ | ------ | ---------------- | ---------------- |
| Année/Classement | Class.  | Points  | Class. | Points | Class.           | Points           |
| 1997-1998        | 36e     | 58.00   | 15e    | 292.00 | 18e              | 88.00            |
| 1998-1999        | 23e     | 62.00   | 12e    | 248.00 | 5e               | 188.00           |
| 1999-2000        | 5e      | 93.00   | 3e     | 464.00 | 3e               | 356.00           |

#### Podiums
En trois saisons Sandra Schmitt est montée dix fois sur un podium de coupe du monde, :
| Date            | Lieu               | Place | Discipline          |
| --------------- | ------------------ | ----- | ------------------- |
| 1998            |                    |       |                     |
| 10 mars 1998    | Hundfjället        | 3e    | Bosses en parallèle |
| 1999            |                    |       |                     |
| 16 janvier 1999 | Steamboat Springs  | 1re   | Bosses en parallèle |
| 21 février 1999 | Madarao            | 3e    | Bosses en parallèle |
| 2000            |                    |       |                     |
| 5 décembre 1999 | Whistler Blackcomb | 3e    | Bosses en parallèle |
| 8 janvier 2000  | Deer Valley        | 1re   | Bosses              |
| 29 janvier 2000 | Madarao            | 1re   | Bosses en parallèle |
| 30 janvier 2000 | Madarao            | 1re   | Bosses              |
| 5 février 2000  | Inawashiro         | 3e    | Bosses              |
| 15 mars 2000    | Livigno            | 1re   | Bosses              |
| 15 mars 2000    | Livigno            | 2e    | Bosses en parallèle |

### Jeux olympiques
| Épreuve / Édition | Nagano 1998 |
| Bosses            | 9e          |

### Championnats du monde
| Épreuve / Édition   | Hasliberg 1999 |
| Bosses              | 5e             |
| Bosses en parallèle | 1re            |

### Championnats du monde junior
| Épreuve / Édition | Laajavujori 1997 | Jyväskylâ 1999 |
| Bosses            | 5e               | 1re            |